# Положенцев, Леонид Кириллович
 Леонид Кириллович Положенцев — советский военный деятель, генерал-майор, начальник Ташкентского высшего общевойскового командного училища.

## Биография

### Начальная биография
Родился в 1920 году в деревне Сидоровка Нижнеомского района Омской области.
В 1938 году призван на воинскую службу в ряды РККА.
В 1940 году окончил Омское пехотное училище имени М. В. Фрунзе. В этом же году присвоено воинское звание — лейтенант.

### В Великую Отечественную войну
В Великую Отечественную Войну вступил в должности сначала командира взвода, после командира роты 365-го стрелкового полка 119 — й стрелковой дивизии. В рядах дивизии принимал участие в оборонительной операции под Москвой. В декабре 1941 года получил ранение.
В 1942 −1943 годах на должности помощника начальника штаба 33-го гвардейского стрелкового полка 26-й гвардейской стрелковой дивизии. Далее, до конца 1943 года, на должности командира 1-го батальона 33-го гвардейского стрелкового полка и первого помощника начальника штаба 33-го гвардейского стрелкового полка той же дивизии. В 1944 году (в январе и ноябре) дважды был ранен.
В 1944 году начальник штаба 75-го гвардейского стрелкового полка 26-й гвардейской стрелковой дивизии. В рядах дивизии принимал участие в боях по взятию городов Кёнигсберг и Пиллау, где получил четвертое ранение.

### В послевоенные годы
С 1944 по 1954 год — командир 79-го гвардейского стрелкового полка 26-й гвардейской стрелковой дивизии, с 1954 по 1956 заместитель командира 26-й гвардейской дивизии.
В 1958 году — слушатель Военной академии им. Фрунзе.
С 1958 по 1962 год — командир 29-й гвардейской мотострелковой дивизии.
С февраля 1962 года по ноябрь 1968 года — начальник Ташкентского высшего общевойскового командного училища. 
В 1968—1972 годах помощник командующего войсками Туркестанского военного округа по ВУЗам и заместитель начальника штаба Туркестанского военного округа.
С 07.1972 по 09.1973 был в специальной командировке на Кубе.
С 1973 по 1979 год — помощник командующего войсками Белорусского военного округа по ВУЗам, в 1979 году уволен в запас.
Проживал в городе Минск.
Умер в 2005 году, похоронен в Минске на Северном кладбище.

## Воинские звания
- Генерал — майор

## Награды
- Два Ордена Красной Знамени, (1944) (1949)
- Три Ордена Отечественной войны I и II степени
- Два Ордена Красной Звезды; (1943)
- Орден «За службу Родине в Вооружённых Силах СССР» III — й степени
- Медаль «За отвагу» (1942)
- Медаль «За боевые заслуги» (1942)
- Медаль «За победу над Германией в Великой Отечественной войне 1941—1945 гг.» (1945);
- Медаль «100 лет со дня рождения В. И. Ленина» (1970)
- Медаль «За взятие Кенигсберга»
- Медаль «За оборону Москвы»
- Медаль «30 лет Болгарской народной армии»
- Медаль «50 лет Монгольской Народной Армии»